# Böhmische Dörfer
Böhmische Dörfer est un poème numérique d'Alexandra Saemmer, chercheuse en littérature numérique, concernant l'expulsion des Allemands de Tchécoslovaquie après la Seconde Guerre mondiale.

## Sujet du poème
Le titre Böhmische Dörfer signifie Villages de Bohême. Pour les Allemands Le Village de Bohême est aussi un idiome pour quelque chose qu'ils ne comprennent pas.
La mère de Saemmer avait un an en 1945 et est une survivante de l'expulsion.

## Interactivité
Böhmische Dörfer est écrit avec l'outil de présentation en ligne Prezi,. Des mots et des phrases individuelles sont placés sur un grand canevas que le lecteur parcourt en interagissant avec la présentation Prezi en ligne. Le poème est disponible en versions allemande, française et anglaise.
La façon dont le lecteur est forcé de se déplacer constamment à travers le texte du poème reflète la marche forcée des évacués que Böhmische Dörfer décrit. L'organisation spatiale du poème numérique reflète ainsi le déplacement géographique. Une vidéo en arrière-plan de la présentation Prezi montre une marche en hiver avec des sons évoquant la guerre.

## Réception
Le poème a été cité comme un exemple de littérature numérique,,,, et fait partie de la Electronic Literature Collection Volume 3. Il a été enseigné dans les universités. Il a fait partie des expositions à Ars Electronica (2015), au Congrès de la Modern Language Association á Boston (2013), et à l'Electronic Literature Organization 2012.